# Carl Böttcher (Pädagoge)
Carl Böttcher, auch Karl Hermann Böttcher (* 20. Dezember 1838 in Preußisch Eylau, Ostpreußen; † 10. Juni 1900 in Königsberg i. Pr.) war ein deutscher Pädagoge und Fachautor.

## Leben
Carl Böttcher wurde als Sohn des Steueraufsehers Karl Julius Böttcher und der Heinriette Engelbrecht geboren. Er besuchte die Stadtschule in Bartenstein und ab 1853 das Collegium Fridericianum in Königsberg, wo er 1859 das Reifezeugnis erhielt. Bereits zuvor hatte er als Hauslehrer gearbeitet. Zum Wintersemester 1859/60 immatrikulierte er sich an der Albertus-Universität für evangelische Theologie und Philologie. Er wurde Mitglied des Corps Masovia. 1861 wechselte zu Geschichte, Geographie und neueren Sprachen. Auch als Student arbeitete er 1862/63 als Hauslehrer. Am 29. September 1866 schloss er das Studium ab, nachdem er am 24. September 1866 zum Dr. phil. promoviert worden war. Anschließend war Böttcher bis 1870 Lehrer am Königlichen Gymnasium zu Graudenz (Pommern). Als Altona 1871 zum Königreich Preußen gekommen war, wurden hier Lehrkräfte benötigt, die mit dem preußischen Schulsystem vertraut waren. Deshalb wechselte Böttcher als Lehrer nach Altona an die Städtische Realschule. Dort wurde er 1873 zum Oberlehrer befördert. Im Jahr 1874 wurde er Direktor der evangelisch-reformierten Schule zu Hamburg. Von 1878 bis 1882 war er Direktor des Realgymnasiums in Düsseldorf (s. a. Humboldt-Gymnasium), das schon seit 1815 preußisch war. 1883 kehrte er als Direktor der Burgschule (Königsberg) nach Ostpreußen zurück.

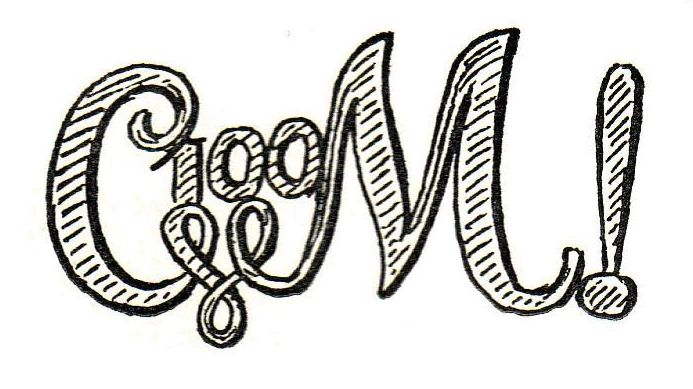
Masovias Ehrenzirkel

Von 1883 bis 1892 saß er in der Vertrauenskommission seines Corps. Auf seine Anregung wurde im Wintersemester 1888/89 der Silberne Ehrenzirkel für hundert Semester Corpszugehörigkeit eingeführt. Böttcher war verheiratet mit Emilie geb. Simpson, mit der er zwei Töchter und einen Sohn hatte. Der Sohn starb 1917 als Offizier an einer Kriegsverletzung im Ersten Weltkrieg.

## Schriften
- Kritische Untersuchungen des Kurländer Livius im XXI. und XXII. Buch, Teubner, Leipzig 1869[5]
- Über den (...(unleserlich)), Hamburg 1875[5]
- Womit müsste die (...(unleserlich)) beginnen?, 1874[5]
- Über die sogenannte Einheitsschule: Eine Anleitung zur Lösung der Realschulfrage; Rede gehalten am 14. November 1878 bei der Einführung als Direktor der Realschule I. O. zu Düsseldorf, Verlag Schaub, Düsseldorf 1878
- Lehrplan des Realgymnasiums auf der Burg zu Königsberg, Pr. und der mit demselben verbundenen Vorschule; nach Maßgabe der neuen Lehrpläne vom 31. März 1882 ... veröffentlicht, Hartungsche Buchdruckerei, Königsberg i. Pr. 1885
- Die Methode des geographischen Unterrichts, Verlag Weidmann, Berlin 1886
- Die Umwandlung des Realgymnasiums in eine Oberrealschule, Hartungsche Buchdruckerei, Königsberg i. Pr. 1893
- Die Bildung der Zeiten in der französischen Konjugation: Für den Elementarunterricht, Hartungsche Buchdruckerei, Königsberg i. Pr. 1893
- Die Ordnung der Abschlussprüfungen nach dem sechsten Jahrgange der neunstufigen höheren Schulen mit den angezogenen Bestimmungen aus der Ordnung der Reifeprüfungen und den bis Ende 1893 erlassenen, Gräfe & Unzer, Königsberg i. Pr. 1894
- Die Lehrpensa der Oberrealschulklassen II B, II A und I: Nach den auf den Vorschlägen der Fachlehrer beruhenden Beschlüssen der Fachkonferenzen, Verlag Hartung, Königsberg i. Pr. 1899

## Ehrungen
- Roter Adlerorden 4. Klasse (1893)[5]